# Basílica de San Lorenzo en Dámaso

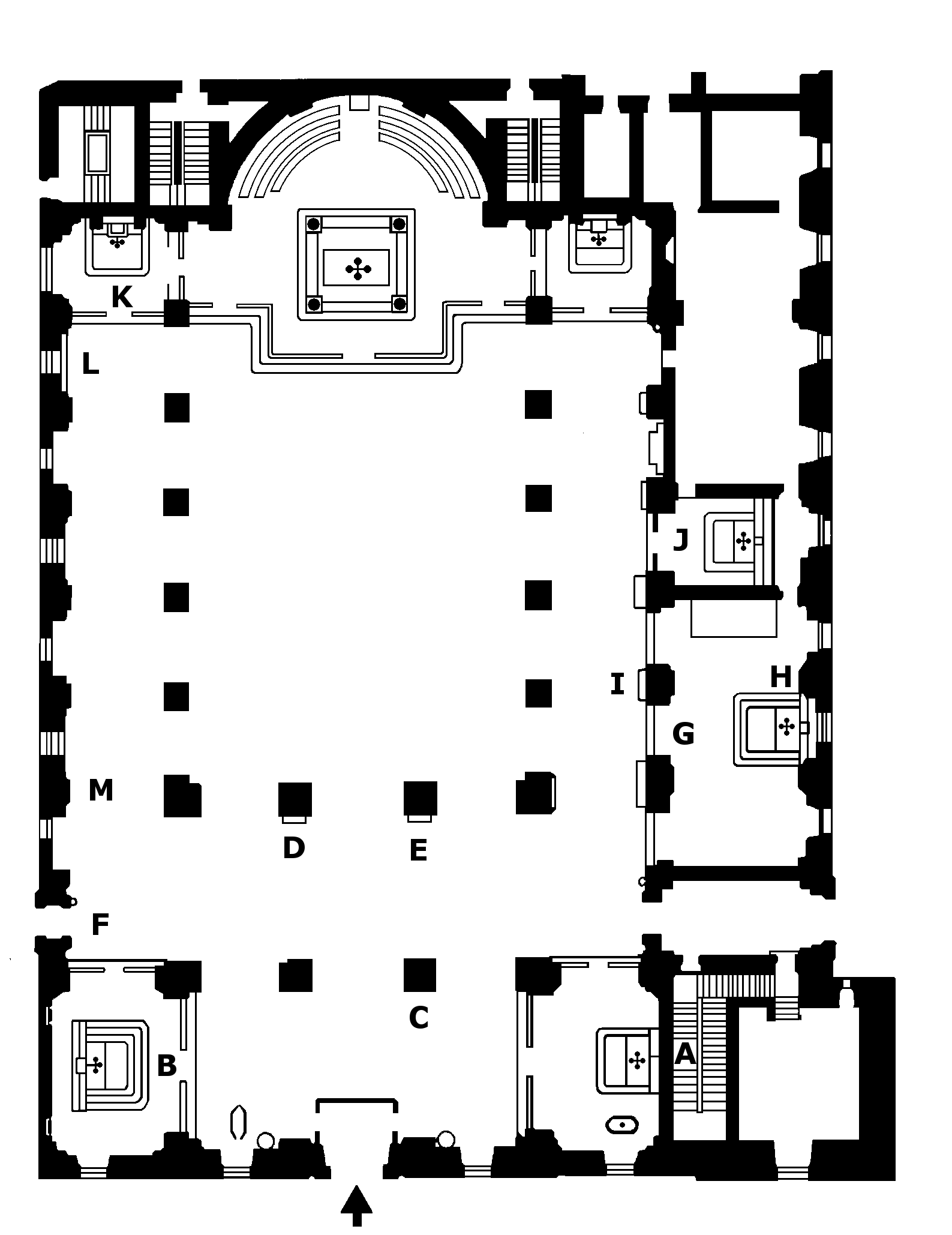
Planta

La basílica de San Lorenzo en Dámaso es un lugar de culto católico en la ciudad de Roma, en el distrito de Parione, incorporado al Palazzo della Cancelleria, en la plaza del mismo nombre; la entrada principal de la iglesia se encuentra en la zona derecha de la fachada principal del edificio.
La basílica alberga la parroquia del mismo nombre, adjunta al clero diocesano de Roma, y el título cardenálico. 

## Historia
La iglesia es conocida desde la antigüedad, desde el sínodo del Papa Símaco (499) como Titulus Damasi. Según la tradición, San Lorenzo in Dámaso fue construido por primera  vez por el Papa Dámaso I en su casa hacia el año 380.
Hay una copla atribuida al Papa Dámaso que celebra la construcción de la iglesia:
HAEC DAMASVS TIBI CHRISTE DEVS NOVA TECTA DICAVI
LAVRENTII SAEPTVS MARTYRIS AVXILIO .
El 3 de diciembre de 1424 o 1425 Ciriaco d'Ancona, considerado internacionalmente como el fundador de la arqueología, en un sentido general, escribió en ella el primer núcleo de sus comentarios mientras se hospedó durante cuarenta días con amigo el cardenal Condulmer, el futuro papa Eugenio IV; en la obra, considerada fundamental para el nacimiento de la Arqueología, describió los aún magníficos testimonios de la antigüedad y transcribió epígrafes. 
Donato Bramante la modificó sustancialmente a finales del siglo XV por orden del cardenal Raffaele Riario, durante los trabajos de restauración del adyacente Palazzo della Cancelleria, dándole una nueva forma interna.
A principios del siglo XIX, bajo dominación francesa, fue desconsagrada. En 1820, siguiendo la indicación del Papa Pío VII, fue restaurado por Giuseppe Valadier y recibió su estructura actual. 
Después del incendio que destruyó la basílica en 1944, fue necesaria una nueva restauración.
La iglesia está construida sobre un mitreo romano; Las excavaciones bajo el patio del Palazzo della Cancelleria en 1988-1991 revelaron los cimientos (siglos IV y V) de la gran basílica fundada por el Papa Dámaso I, una de las iglesias paleocristianas más importantes de Roma. Además, se ha identificado un cementerio en uso desde el siglo VIII hasta poco antes de la construcción del palacio. La iglesia paleocristiana tenía como peculiaridad una nave transversal situada detrás del ábside, de modo que la basílica aparecía rodeada de pórticos.

## Descripción

### Arte y arquitectura

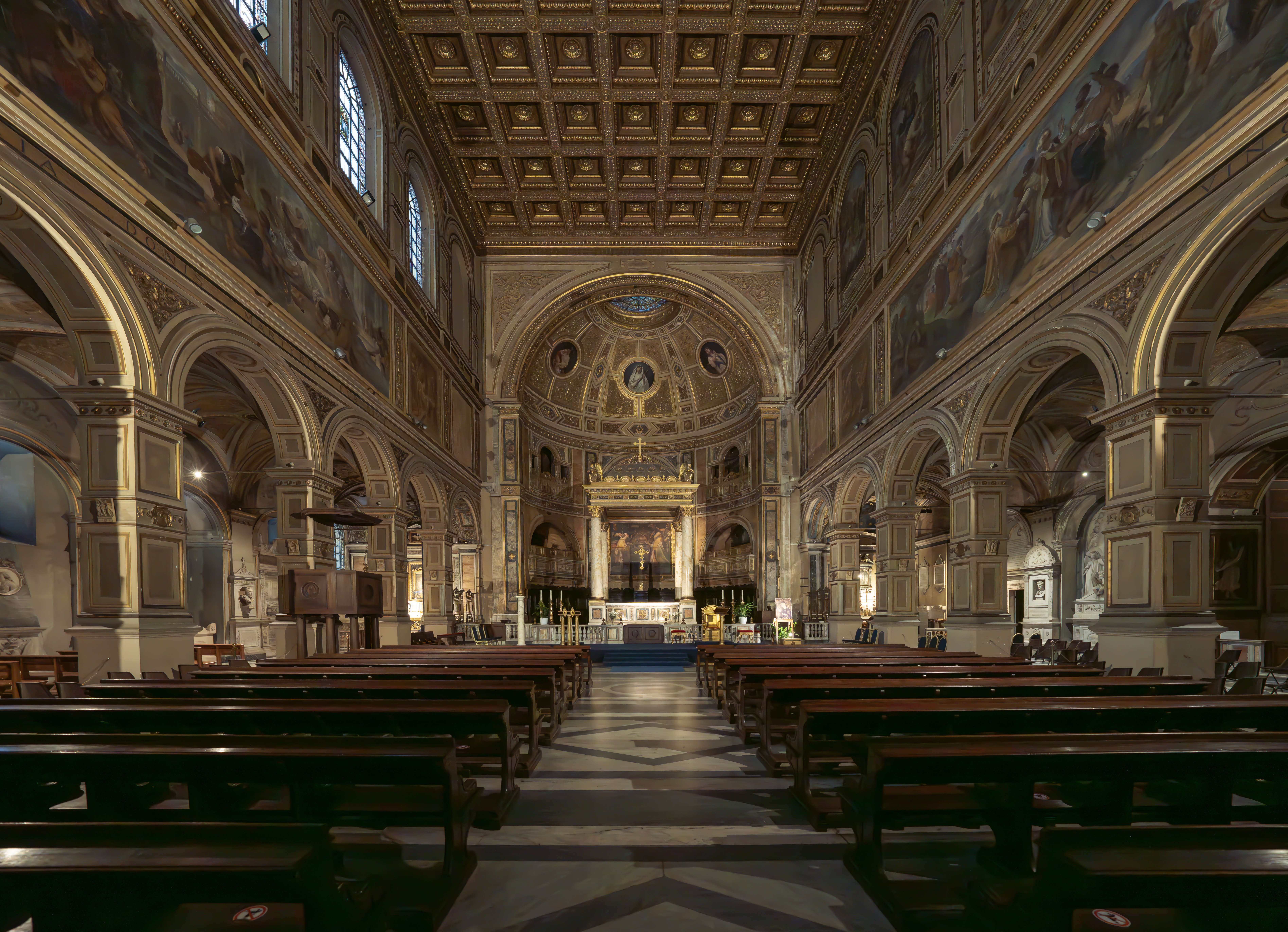
Interior

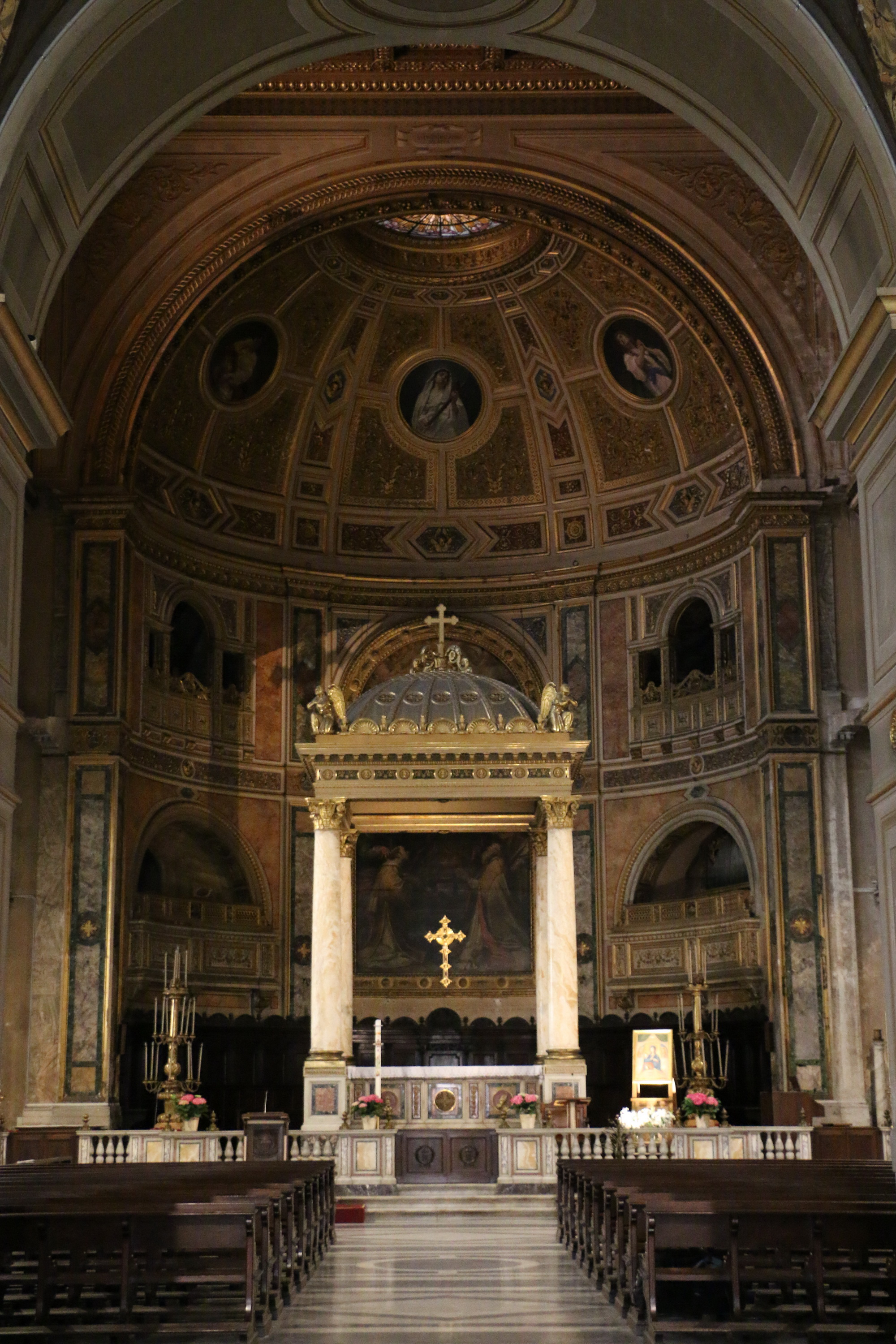
Altar mayor y ábside

La basílica no tiene fachada, aparte del portal principal que da a la Piazza della Cancelleria (obra de Vignola ), hay un segundo en el lado derecho, en Corso Vittorio Emanuele II .
Interiormente el edificio tiene una estructura de tres naves divididas por pilares cuadrangulares, introducidas por un vestíbulo de cinco naves. En el primer vestíbulo, sobre un pilar de la contrafachada, se encuentra el cenotafio de Alessandro Valtrini, cubículo del Papa Urbano VIII, obra de Bernini situada en un tiempo sobre un pilar de la nave izquierda, mientras en el segundo vestíbulo se encuentra una estatua de Carlo Borromeo de Stefano Maderno (1576-1636). En el vestíbulo, a la derecha, se encuentra una capilla diseñada por Nicola Salvi, escultor de la Fontana di Trevi, encargada por el cardenal Tommaso Ruffo, que ostentó el título entre 1740 y 1753. Los frescos son de Corrado Giaquinto . La pintura del altar es obra de Sebastiano Conca, pintada en 1743, representa a la Virgen y el Niño, mientras hablan con San Felipe Neri, en presencia de San Nicolás de Bari. También en el vestíbulo, a la izquierda, se encuentra la capilla del Sacramento, encargada por el cardenal Pietro Ottoboni y decorada al fresco con una alegoría bíblica de Andrea Casali .
La basílica tiene varias capillas laterales:
- en la primera capilla de la derecha se encuentran los monumentos del príncipe Camillo Massimo y su esposa, obra de Filippo Gnaccarini (1804-1875) y Pietro Tenerani (1789 - 1869) respectivamente;
- en la segunda capilla también a la derecha se encuentra, entre otras, la tumba de Pellegrino Rossi, primer ministro del gobierno constitucional de Pío IX, asesinado en 1848, por Pietro Tenerani;
- en la segunda capilla a la izquierda se encuentra la tumba de Annibale Caro, obra de Giovanni Antonio Dosio;
- en la tercera se encuentra la tumba del cardenal Ludovico Scarampi Mezzarota, patriarca de Aquileia adornada con una estatua yacente de Paolo Taccone;
- la capilla del Crucifijo alberga un altar diseñado por Giandomenico Navone en 1758;
- la capilla interna de la sacristía alberga una Virgen de Niccolò Circignani, conocida como Pomarancio, y dos estatuas de plata de Ciro Ferri.  Conviene recordar, sin embargo, que ésta ya no es la disposición actual ni de las capillas ni de las obras de arte. De hecho, durante el siglo XIX se produjeron muchos cambios y muchas obras y muebles fueron transportados a los Museos Vaticanos.

En la pared izquierda de la capilla del Sagrado Corazón de Jesús moribundo, en un cuadro, se retrata al arquitecto Vincenzo De Rossi Re ( 1834 – 1888 ) junto con otras personas mientras presentan al Papa León XIII los estatutos de la Pía Unión. del Sagrado Corazón de Jesús Agonizante fundado en la misma iglesia en 1883.
La nave central termina con el ábside semicircular, en cuyo centro se encuentra un gran óleo de Federico Zuccari que representa la Coronación de María y los santos . Debajo del altar mayor (rematado por un tabernáculo neoclásico) se encuentran los cuerpos de los santos Eutiquiano y Dámaso, mientras que a su izquierda hay una estatua de San Hipólito, copia de la encontrada en el Museo de Letrán .

### Órganos de tubos
El primer órgano de la basílica fue construido en 1533 por el organero napolitano Niccolò Asprelli a instancias del cardenal Alejandro Farnesio el Joven. Con la construcción del nuevo ábside diseñado por Gian Lorenzo Bernini, el órgano se vendió y, entre 1638 y 1642, fueron construidos respectivamente por Ennio Bonifazi y Giulio Cesare Burzio y colocados en las dos cantorías superiores al ábside. En 1853, considerando que los dos coros superiores ya no eran utilizables, Enrico y Girolamo Priori construyeron un nuevo órgano, ubicado en uno de los dos coros inferiores del ábside. Después de la renovación de la zona del presbiterio por parte de Virginio Vespignani en 1880, el órgano del siglo XIX se colocó en el coro alto, abajo a la derecha. En 1908, la empresa Balbiani-Vegezzi Bossi construyó un nuevo órgano de tubos y lo electrificó la empresa Mascioni en 1979 (las campanas tubulares se añadieron durante estas obras). El órgano fue restaurado en 2007 por el organero Daniel Joseph Taccini bajo la protección de la Superintendencia del Patrimonio Cultural de Roma.
El órgano Balbiani Vegezzi-Bossi es actualmente el único en funcionamiento; tiene transmisión electroneumática con dos teclados de 56 notas y una pedalera de 30 (pero realmente es son solo 27 notas), El material sonoro se distribuye entre los dos coros superpuestos del ábside a la izquierda del altar, los tubos del Gran Órgano y del Pedal en el inferior y los del Espressivo en el superior; la consola móvil está situada en el suelo del presbiterio.
El órgano Priori aún existe, aunque no funcional, y está situado en el coro inferior derecho del ábside. De transmisión mecánica, cuenta con un único teclado de 54 teclas y una pedalera de 22 notas combinada constantemente con el manual.
En 2020 se donó a la basílica un órgano de cofre positivo de la empresa alemana Tzschöckel, con 9 registros en un solo manual, sin pedales.

## Entradas relacionadas
- Título cardenalicio de San Lorenzo en Dámaso
- Palacio de la Cancillería
- san lorenzo
- Sebastiano Conca

## Otros proyectos
- Datos: Q1886229
- Multimedia: San Lorenzo in Damaso / Q1886229